# Qualificazioni al campionato europeo maschile di pallavolo 2019
Le qualificazioni al campionato europeo maschile di pallavolo 2019 si sono svolte dal 15 agosto 2018 al 9 gennaio 2019: al torneo hanno partecipato ventisei squadre nazionali europee e dodici si sono qualificate al campionato europeo 2019.

## Regolamento

### Formula
Le squadre hanno disputato una fase a gironi con formula del girone all'italiana, con gare di andata e ritorno: la prima classificata di ogni girone e le cinque migliori seconde si sono qualificate per il campionato europeo 2019.

### Criteri di classifica
Se il risultato finale è stato di 3-0 o 3-1 sono stati assegnati 3 punti alla squadra vincente e 0 a quella sconfitta, se il risultato finale è stato di 3-2 sono stati assegnati 2 punti alla squadra vincente e 1 a quella sconfitta.
L'ordine del posizionamento in classifica è stato definito in base a:
- Numero di partite vinte;
- Punti;
- Ratio dei set vinti/persi;
- Ratio dei punti realizzati/subiti;
- Risultati degli scontri diretti.

## Squadre partecipanti
| - Albania - Austria - Azerbaigian - Bielorussia - Croazia - Danimarca - Estonia | - Finlandia - Georgia - Grecia - Islanda - Israele - Lettonia - Lussemburgo | - Macedonia - Montenegro - Moldavia - Norvegia - Portogallo - Romania - Slovacchia | - Svezia - Spagna - Svizzera - Ucraina - Ungheria |

## Torneo
| Girone A  | Girone B | Girone C   | Girone D   | Girone E    |
| --------- | -------- | ---------- | ---------- | ----------- |
| Danimarca | Estonia  | Islanda    | Albania    | Bielorussia |
| Finlandia | Israele  | Moldavia   | Austria    | Georgia     |
| Romania   | Lettonia | Montenegro | Croazia    | Norvegia    |
| -         | -        | Slovacchia | Portogallo | Spagna      |

| Girone F  | Girone G    |
| --------- | ----------- |
| Macedonia | Azerbaigian |
| Svizzera  | Grecia      |
| Ucraina   | Lussemburgo |
| Ungheria  | Svezia      |

### Girone A

#### Risultati
| 15 agosto 2018 Sala Polivalentă Oltenia, Craiova Durata: 2h:03 - Spettatori: 200 | Romania   | 3 - 2 | Danimarca | 21-25, 25-20, 24-26, 25-22, 15-11 |
| 18 agosto 2018 Sportscenter Ikast, Ikast-Brande Durata: 1h:41 - Spettatori: 350  | Danimarca | 1 - 3 | Finlandia | 19-25, 25-17, 21-25, 17-25        |
| 22 agosto 2018 Helsingin jäähalli, Helsinki Durata: 1h:57 - Spettatori: 2 450    | Finlandia | 2 - 3 | Romania   | 18-25, 25-21, 22-25, 25-18, 6-15  |
| 26 agosto 2018 Sala Polivalentă Oltenia, Craiova Durata: 1h:55 - Spettatori: 250 | Romania   | 3 - 1 | Finlandia | 26-24, 25-22, 20-25, 25-21        |
| 6 gennaio 2019 Saimaa Stadiumi, Mikkeli Durata: 1h:07 - Spettatori: 2 500        | Finlandia | 3 - 0 | Danimarca | 25-13, 25-13, 25-20               |
| 9 gennaio 2019 Antvorskovhallen, Slagelse Durata: 1h:35 - Spettatori: 2 010      | Danimarca | 3 - 1 | Romania   | 22-25, 25-15, 25-21, 25-19        |

#### Classifica
| Pos | Squadra   | Pt | G | V | P | SV | SP | Ratio | PF  | PS  | Ratio |
| --- | --------- | -- | - | - | - | -- | -- | ----- | --- | --- | ----- |
| 1   | Romania   | 7  | 4 | 3 | 1 | 10 | 8  | 1.250 | 390 | 389 | 1.002 |
| 2   | Finlandia | 7  | 4 | 2 | 2 | 9  | 7  | 1.285 | 355 | 328 | 1.082 |
| 3   | Danimarca | 4  | 4 | 1 | 3 | 6  | 10 | 0.600 | 329 | 357 | 0.921 |

### Girone B

#### Risultati
| 15 agosto 2018 Metrowest Sport Palace, Raanana Durata: 1h:28 - Spettatori: 880      | Israele  | 3 - 0 | Lettonia | 25-23, 29-27, 25-13        |
| 19 agosto 2018 Arēna Rīga, Riga Durata: 1h:45 - Spettatori: 5 200                   | Lettonia | 1 - 3 | Estonia  | 22-25, 17-25, 25-22, 19-25 |
| 22 agosto 2018 Kalevi Spordihall, Tallinn Durata: 1h:12 - Spettatori: 2 300         | Estonia  | 3 - 0 | Israele  | 25-19, 25-21, 25-15        |
| 26 agosto 2018 Metrowest Sport Palace, Raanana Durata: 1h:54 - Spettatori: 825      | Israele  | 1 - 3 | Estonia  | 31-29, 15-25, 20-25, 18-25 |
| 6 gennaio 2019 Tartu Ülikooli Spordihoone, Tartu Durata: 1h:09 - Spettatori: 2 300  | Estonia  | 3 - 0 | Lettonia | 25-20, 25-11, 25-21        |
| 9 gennaio 2019 Zemgales Olimpiskais centrs, Jelgava Durata: 1h:49 - Spettatori: 800 | Lettonia | 3 - 1 | Israele  | 28-26, 24-26, 25-23, 25-23 |

#### Classifica
| Pos | Squadra  | Pt | G | V | P | SV | SP | Ratio | PF  | PS  | Ratio |
| --- | -------- | -- | - | - | - | -- | -- | ----- | --- | --- | ----- |
| 1   | Estonia  | 12 | 4 | 4 | 0 | 12 | 2  | 6.000 | 351 | 274 | 1.281 |
| 2   | Israele  | 3  | 4 | 1 | 3 | 5  | 9  | 0.555 | 316 | 344 | 0.918 |
| 3   | Lettonia | 3  | 4 | 1 | 3 | 4  | 10 | 0.400 | 300 | 349 | 0.859 |

### Girone C

#### Risultati
| 15 agosto 2018 Mestská športová hala, Nitra Durata: 1h:04 - Spettatori: 1 100             | Slovacchia | 3 - 0 | Islanda    | 25-7, 25-15, 25-17                |
| 15 agosto 2018 Complexul Sportiv Futsal Arena, Ciorescu Durata: 1h:51 - Spettatori: 1 100 | Moldavia   | 3 - 2 | Montenegro | 24-26, 19-25, 25-22, 25-19, 15-12 |
| 19 agosto 2018 Sportska dvorana Topolica, Antivari Durata: 1h:26 - Spettatori: 650        | Montenegro | 3 - 0 | Slovacchia | 26-24, 25-16, 28-26               |
| 19 agosto 2018 Digranes, Kópavogur Durata: 1h:07 - Spettatori: 450                        | Islanda    | 0 - 3 | Moldavia   | 12-25, 11-25, 22-25               |
| 22 agosto 2018 Mestská športová hala, Nitra Durata: 1h:05 - Spettatori: 1 400             | Slovacchia | 3 - 0 | Moldavia   | 25-15, 25-21, 25-16               |
| 22 agosto 2018 Sportska dvorana Topolica, Antivari Durata: 1h:08 - Spettatori: 275        | Montenegro | 3 - 0 | Islanda    | 25-15, 25-20, 25-15               |
| 26 agosto 2018 Digranes, Kópavogur Durata: 1h:12 - Spettatori: 250                        | Islanda    | 0 - 3 | Montenegro | 20-25, 20-25, 21-25               |
| 26 agosto 2018 Complexul Sportiv Futsal Arena, Ciorescu Durata: 1h:38 - Spettatori: 1 200 | Moldavia   | 1 - 3 | Slovacchia | 14-25, 25-22, 20-25, 18-25        |
| 5 gennaio 2019 Mestská športová hala, Nitra Durata: 1h:14 - Spettatori: 2 500             | Slovacchia | 3 - 0 | Montenegro | 25-21, 25-22, 25-20               |
| 6 gennaio 2019 Complexul Sportiv Futsal Arena, Ciorescu Durata: 0h:59 - Spettatori: 750   | Moldavia   | 3 - 0 | Islanda    | 25-17, 25-18, 25-11               |
| 9 gennaio 2019 Digranes, Kópavogur Durata: 1h:09 - Spettatori: 325                        | Islanda    | 0 - 3 | Slovacchia | 18-25, 18-25, 20-25               |
| 9 gennaio 2019 Mediteranski Sportski Centar, Budua Durata: 1h:09 - Spettatori: 700        | Montenegro | 3 - 0 | Moldavia   | 25-18, 25-21, 25-13               |

#### Classifica
| Pos | Squadra    | Pt | G | V | P | SV | SP | Ratio | PF  | PS  | Ratio |
| --- | ---------- | -- | - | - | - | -- | -- | ----- | --- | --- | ----- |
| 1   | Slovacchia | 15 | 6 | 5 | 1 | 15 | 4  | 3.750 | 466 | 366 | 1.273 |
| 2   | Montenegro | 13 | 6 | 4 | 2 | 14 | 6  | 2.333 | 471 | 415 | 1.134 |
| 3   | Moldavia   | 8  | 6 | 3 | 3 | 10 | 11 | 0.909 | 439 | 442 | 0.993 |
| 4   | Islanda    | 0  | 6 | 0 | 6 | 0  | 18 | 0.000 | 297 | 450 | 0.660 |

### Girone D

#### Risultati
| 15 agosto 2018 Centro de Desportos, Matosinhos Durata: 1h:14 - Spettatori: 832           | Portogallo | 3 - 0 | Albania    | 25-21, 25-20, 25-15              |
| 15 agosto 2018 Stadthalle, Steyr Durata: 1h:59 - Spettatori: 950                         | Austria    | 3 - 1 | Croazia    | 21-25, 25-21, 26-24, 25-22       |
| 18 agosto 2018 Športska Dvorana Sutinska Vrela, Zagabria Durata: 1h:17 - Spettatori: 161 | Croazia    | 0 - 3 | Portogallo | 18-25, 22-25, 18-25              |
| 19 agosto 2018 Parku Olimpik Feti Borova, Tirana Durata: 2h:06 - Spettatori: 250         | Albania    | 3 - 2 | Austria    | 27-29, 27-25, 25-13, 20-15, 15-8 |
| 22 agosto 2018 Forum Braga, Braga Durata: 1h:17 - Spettatori: 1 250                      | Portogallo | 3 - 0 | Austria    | 25-20, 25-23, 25-17              |
| 22 agosto 2018 Športska Dvorana Sutinska Vrela, Zagabria Durata: 1h:38 - Spettatori: 85  | Croazia    | 3 - 1 | Albania    | 25-15, 25-21, 19-25, 25-14       |
| 26 agosto 2018 Parku Olimpik Feti Borova, Tirana Durata: 1h:40 - Spettatori: 297         | Albania    | 3 - 1 | Croazia    | 25-14, 25-20, 20-25, 25-20       |
| 25 agosto 2018 Sporthalle, Zwettl-Niederösterreich Durata: 1h:02 - Spettatori: 1 000     | Austria    | 3 - 1 | Portogallo | 26-24, 21-25, 25-23, 26-24       |
| 6 gennaio 2019 Pavilhão Multiusos de Gondomar, Gondomar Durata: 1h:48 - Spettatori: 1500 | Portogallo | 3 - 1 | Croazia    | 25-15, 19-25, 26-24, 25-16       |
| 5 gennaio 2019 Raiffeisen Sportpark, Graz Durata: 1h:20 - Spettatori: 2423               | Austria    | 3 - 0 | Albania    | 25-13, 25-21, 30-28              |
| 9 gennaio 2019 Parku Olimpik Feti Borova, Tirana Durata: 1h:35 - Spettatori: 250         | Albania    | 1 - 3 | Portogallo | 26-24, 19-25, 15-25, 15-25       |
| 9 gennaio 2019 Dom odbojke Bojan Stranić, Zagabria Durata: 1h:37 - Spettatori: 500       | Croazia    | 1 - 3 | Austria    | 22-25, 25-18, 20-25, 20-25       |

#### Classifica
| Pos | Squadra    | Pt | G | V | P | SV | SP | Ratio | PF  | PS  | Ratio |
| --- | ---------- | -- | - | - | - | -- | -- | ----- | --- | --- | ----- |
| 1   | Portogallo | 15 | 6 | 5 | 1 | 16 | 5  | 3.200 | 515 | 427 | 1.206 |
| 2   | Austria    | 13 | 6 | 4 | 2 | 14 | 9  | 1.555 | 528 | 526 | 1.003 |
| 3   | Albania    | 5  | 6 | 2 | 4 | 8  | 15 | 0.533 | 477 | 527 | 0.905 |
| 4   | Croazia    | 3  | 6 | 1 | 5 | 7  | 16 | 0.437 | 490 | 530 | 0.924 |

### Girone E

#### Risultati
| 15 agosto 2018 Pabellón Javier Imbroda Ortiz, Melilla Durata: 0h:53 - Spettatori: 150   | Spagna      | 3 - 0 | Georgia     | 25-9, 25-12, 25-6                 |
| 15 agosto 2018 Sportivnyj Kompleks Olimpiets, Mahilëŭ Durata: 1h:55 - Spettatori: 870   | Bielorussia | 3 - 1 | Norvegia    | 25-17, 28-26, 18-25, 28-26        |
| 19 agosto 2018 Sportivnyj Kompleks Olimpiets, Mahilëŭ Durata: 2h:04 - Spettatori: 1 300 | Bielorussia | 3 - 2 | Spagna      | 25-14, 22-25, 25-20, 22-25, 15-11 |
| 18 agosto 2018 Kongstenhallen, Fredrikstad Durata: 1h:10 - Spettatori: 650              | Norvegia    | 3 - 0 | Georgia     | 25-20, 25-19, 25-13               |
| 22 agosto 2018 Pabellón Javier Imbroda Ortiz, Melilla Durata: 1h:49 - Spettatori: 250   | Spagna      | 3 - 1 | Norvegia    | 25-22, 19-25, 25-22, 25-19        |
| 22 agosto 2018 Sportivnyj Kompleks Olimpiets, Mahilëŭ Durata: 1h:01 - Spettatori: 1 250 | Bielorussia | 3 - 0 | Georgia     | 25-13, 25-19, 25-12               |
| 25 agosto 2018 New Volleyball Arena, Tbilisi Durata: 0h:59 - Spettatori: 90             | Georgia     | 0 - 3 | Bielorussia | 13-25, 13-25, 14-25               |
| 25 agosto 2018 Kongstenhallen, Fredrikstad Durata: 1h:57 - Spettatori: 420              | Norvegia    | 3 - 2 | Spagna      | 29-27, 12-25, 25-21, 19-25, 15-12 |
| 6 gennaio 2019 Pabellón Municipal Los Planos, Teruel Durata: 1h:22 - Spettatori: 2 300  | Spagna      | 3 - 0 | Bielorussia | 26-24, 25-21, 26-24               |
| 5 gennaio 2019 New Volleyball Arena, Tbilisi Durata: 0h:58 - Spettatori: 170            | Georgia     | 0 - 3 | Norvegia    | 10-25, 18-25, 18-25               |
| 9 gennaio 2019 New Volleyball Arena, Tbilisi Durata: 1h:00 - Spettatori: 90             | Georgia     | 0 - 3 | Spagna      | 10-25, 21-25, 18-25               |
| 9 gennaio 2019 Ekeberghallen, Oslo Durata: 1h:18 - Spettatori: 820                      | Norvegia    | 0 - 3 | Bielorussia | 19-25, 18-25, 23-25               |

#### Classifica
| Pos | Squadra     | Pt | G | V | P | SV | SP | Ratio | PF  | PS  | Ratio |
| --- | ----------- | -- | - | - | - | -- | -- | ----- | --- | --- | ----- |
| 1   | Bielorussia | 14 | 6 | 5 | 1 | 15 | 6  | 2.500 | 502 | 410 | 1.224 |
| 2   | Spagna      | 14 | 6 | 4 | 2 | 16 | 7  | 2.285 | 526 | 442 | 1.190 |
| 3   | Norvegia    | 8  | 6 | 3 | 3 | 11 | 11 | 1.000 | 492 | 476 | 1.033 |
| 4   | Georgia     | 0  | 6 | 0 | 6 | 0  | 18 | 0.000 | 258 | 450 | 0.573 |

### Girone F

#### Risultati
| 15 agosto 2018 Palac sportu Junist', Zaporižžja Durata: 1h:12 - Spettatori: 1 740    | Ucraina   | 3 - 0 | Svizzera  | 25-16, 25-16, 25-20               |
| 15 agosto 2018 Egyetem Sportcsarnok, Budapest Durata: 2h:23 - Spettatori: 600        | Ungheria  | 2 - 3 | Macedonia | 23-25, 23-25, 25-23, 25-23, 14-16 |
| 18 agosto 2018 SRC Kale, Skopje Durata: 2h:18 - Spettatori: 400                      | Macedonia | 2 - 3 | Ucraina   | 27-25, 26-24, 20-25, 20-25, 12-15 |
| 19 agosto 2018 BetoncoupeArena, Schönenwerd Durata: 2h:19 - Spettatori: 950          | Svizzera  | 2 - 3 | Ungheria  | 23-25, 25-21, 19-25, 25-23, 13-15 |
| 22 agosto 2018 Palac sportu Junist', Zaporižžja Durata: 1h:15 - Spettatori: 2 000    | Ucraina   | 3 - 0 | Ungheria  | 25-15, 27-25, 25-19               |
| 22 agosto 2018 SRC Kale, Skopje Durata: 2h:06 - Spettatori: 900                      | Macedonia | 2 - 3 | Svizzera  | 25-21, 21-25, 23-25, 25-19, 12-15 |
| 25 agosto 2018 BetoncoupeArena, Schönenwerd Durata: 2h:04 - Spettatori: 650          | Svizzera  | 2 - 3 | Macedonia | 21-25, 19-25, 25-16, 25-23, 12-15 |
| 25 agosto 2018 Egyetem Sportcsarnok, Budapest Durata: 1h:54 - Spettatori: 1 200      | Ungheria  | 1 - 3 | Ucraina   | 26-28, 20-25, 25-19, 24-26        |
| 5 gennaio 2019 Palac sportu Junist', Zaporižžja Durata: 1h:51 - Spettatori: 1 550    | Ucraina   | 3 - 1 | Macedonia | 25-19, 28-26, 23-25, 25-23        |
| 5 gennaio 2019 Don Bosco Sportközpont, Kazincbarcika Durata: 2h:00 - Spettatori: 700 | Ungheria  | 2 - 3 | Svizzera  | 25-22, 25-22, 20-25, 21-25, 8-15  |
| 9 gennaio 2019 BetoncoupeArena, Schönenwerd Durata: 2h:02 - Spettatori: 1 050        | Svizzera  | 2 - 3 | Ucraina   | 20-25, 28-26, 21-25, 25-15, 14-16 |
| 9 gennaio 2019 SRC Kale, Skopje Durata: 1h:22 - Spettatori: 310                      | Macedonia | 3 - 0 | Ungheria  | 25-21, 25-20, 25-21               |

#### Classifica
| Pos | Squadra   | Pt | G | V | P | SV | SP | Ratio | PF  | PS  | Ratio |
| --- | --------- | -- | - | - | - | -- | -- | ----- | --- | --- | ----- |
| 1   | Ucraina   | 16 | 6 | 6 | 0 | 18 | 6  | 3.000 | 572 | 512 | 1.117 |
| 2   | Macedonia | 9  | 6 | 3 | 3 | 14 | 13 | 1.076 | 595 | 594 | 1.001 |
| 3   | Svizzera  | 7  | 6 | 2 | 4 | 12 | 16 | 0.750 | 581 | 600 | 0.968 |
| 4   | Ungheria  | 4  | 6 | 1 | 5 | 8  | 17 | 0.470 | 534 | 576 | 0.927 |

### Girone G

#### Risultati
| 15 agosto 2018 DAK Alexandroupolis, Alessandropoli Durata: 1h:18 - Spettatori: 475          | Grecia      | 3 - 0 | Lussemburgo | 25-21, 25-21, 25-20               |
| 15 agosto 2018 A.Y.S. Sport Hall, Baku Durata: 1h:59 - Spettatori: 550                      | Azerbaigian | 3 - 2 | Svezia      | 23-25, 19-25, 26-24, 25-22, 15-10 |
| 18 agosto 2018 Idrottshuset, Örebro Durata: 1h:15 - Spettatori: 478                         | Svezia      | 0 - 3 | Grecia      | 20-25, 20-25, 16-25               |
| 18 agosto 2018 Gymnase Coque, Lussemburgo Durata: 2h:15 - Spettatori: 400                   | Lussemburgo | 2 - 3 | Azerbaigian | 28-30, 23-25, 25-23, 25-20, 11-15 |
| 22 agosto 2018 DAK Alexandroupolis, Alessandropoli Durata: 1h:13 - Spettatori: 800          | Grecia      | 3 - 0 | Azerbaigian | 25-14, 25-18, 25-13               |
| 22 agosto 2018 FORUM Örkelljunga, Örkelljunga Durata: 1h:33 - Spettatori: 350               | Svezia      | 3 - 1 | Lussemburgo | 22-25, 25-14, 25-17, 25-14        |
| 25 agosto 2018 Gymnase Coque, Lussemburgo Durata: 1h:53 - Spettatori: 550                   | Lussemburgo | 3 - 2 | Svezia      | 23-25, 19-25, 25-20, 25-22, 15-10 |
| 26 agosto 2018 A.Y.S. Sport Hall, Baku Durata: 1h:50 - Spettatori: 250                      | Azerbaigian | 2 - 3 | Grecia      | 25-20, 25-22, 22-25, 18-25, 5-15  |
| 5 gennaio 2019 Melina Merkourī Hall, Agios Ioannis Rentis Durata: 1h:22 - Spettatori: 2 000 | Grecia      | 3 - 0 | Svezia      | 25-18, 25-18, 25-22               |
| 5 gennaio 2019 A.Y.S. Sport Hall, Baku Durata: 1h:41 - Spettatori: 500                      | Azerbaigian | 3 - 1 | Lussemburgo | 25-18, 27-25, 21-25, 25-20        |
| 9 gennaio 2019 Gymnase Coque, Lussemburgo Durata: 1h:11 - Spettatori: 530                   | Lussemburgo | 0 - 3 | Grecia      | 20-25, 16-25, 21-25               |
| 9 gennaio 2019 Eriksdalshallen, Stoccolma Durata: 1h:06 - Spettatori: 1 250                 | Svezia      | 3 - 0 | Azerbaigian | 25-13, 25-19, 25-16               |

#### Classifica
| Pos | Squadra     | Pt | G | V | P | SV | SP | Ratio | PF  | PS  | Ratio |
| --- | ----------- | -- | - | - | - | -- | -- | ----- | --- | --- | ----- |
| 1   | Grecia      | 17 | 6 | 6 | 0 | 18 | 2  | 9.000 | 482 | 373 | 1.292 |
| 2   | Azerbaigian | 8  | 6 | 3 | 3 | 11 | 14 | 0.785 | 507 | 563 | 0.900 |
| 3   | Svezia      | 8  | 6 | 2 | 4 | 10 | 13 | 0.769 | 494 | 483 | 1.022 |
| 4   | Lussemburgo | 3  | 6 | 1 | 5 | 7  | 17 | 0.411 | 496 | 560 | 0.885 |

## Squadre qualificate
| Squadra     | Qualificazione  |
| ----------- | --------------- |
| Austria     | Miglior seconda |
| Bielorussia | 1ª nel girone E |
| Estonia     | 1ª nel girone B |
| Finlandia   | Miglior seconda |
| Grecia      | 1ª nel girone G |
| Macedonia   | Miglior seconda |
| Montenegro  | Miglior seconda |
| Portogallo  | 1ª nel girone D |
| Romania     | 1ª nel girone A |
| Slovacchia  | 1ª nel girone C |
| Spagna      | Miglior seconda |
| Ucraina     | 1ª nel girone F |